# Поселення Шманьківці І
Поселення Шманьківці I — щойновиявлена пам'ятка археології в селі Шманьківцях Заводської громади Чортківського району Тернопільської области України.

## Відомості
Розташоване в північно-східній околиці села на північному мисі округлого пагорба, який врізається у лівий берег Шманьківського ставу. Крізь поселення проходить ґрунтова дорога. Урочище досліджувалося Володимиром Добрянським у 1992, 1993 та 1994 роках.
Під час обстеження пам'ятки виявлені старожитності кошиловецької групи трипільської культури та давньоруського часу. У 2006 році обстежувалося працівниками Тернопільської обласної інспекції охорони пам’яток О. Дерехом, А. Будою та В. Ільчишиним.